# 婁芳
婁芳（1428年—？），字永譽，號屏梅，浙江紹興府會稽縣人，民籍，明朝政治人物、進士出身。

## 生平
浙江鄉試第四十名舉人，天順四年（1460年），登庚辰科會試第三名，三甲三十四名進士，历仕監察御史。

## 家族
曾祖父婁善。祖父婁敬名。父亲婁信。母林氏。慈侍下。娶傅氏。。外孫董玘，弘治乙丑進士，吏部左侍郎。